# Dugarsürengín Ojúnbold
Dugarsurengijn Ojuunbold (mongolsky Дугарсүрэнгийн Оюунболд; 25. prosince 1957 Süchbátar, Mongolsko – 2002) byl mongolský zápasník, volnostylař. V roce 1980 vybojoval na olympijských hrách v Moskvě bronzovou medaili v kategorii do 57 kg. V roce 1977 vybojoval šesté a v roce 1978 třetí místo na mistrovství světa.